# Jérôme Murphy-O'Connor
Jérôme Murphy-O'Connor, né James Murphy-O'Connor le 10 avril 1935 à Cork (Irlande) et décédé le 11 novembre 2013 à Jérusalem, est un prêtre dominicain irlandais, exégète et professeur de théologie. Sommité dans le domaine des études pauliniennes, il passe une grande partie de sa vie active comme chercheur à l'École Biblique à Jérusalem.

## Biographie
James Murphy-O’Connor naît le 10 avril 1935 à Cork, en Irlande. Fils de Kerry Murphy-O’Connor et Mary Bybee, il est l'aîné de quatre enfants. Son cousin, Cormac Murphy-O'Connor, est le dixième archevêque de Westminster. Jérôme fait ses études, d’abord chez les 'Frères chrétiens', à Cork et ensuite au collège de Castleknock (Dublin) dirigé par les pères Lazaristes.
Murphy-O’Connor entre au noviciat dominicain à Cork en septembre 1953, adoptant comme nom de religion ‘Jérôme’. Considérant ce que serait sa future carrière comme exégète et homme de l’Écriture Sainte ce choix est prémonitoire, Saint Jérôme étant le patron de ceux qui s’engagent dans les études bibliques. Après son noviciat il étudie la philosophie durant un an et poursuit sa formation à la maison d’études des dominicains de Tallaght, près de Dublin, et le cours de théologie préparatoire au sacerdoce à l’université (dominicaine) de Fribourg en Suisse.  Il y est ordonné prêtre en juillet 1960. 
Murphy-O’Connor y passe encore deux ans pour obtenir un doctorat en théologie (1962) : sa thèse, écrite sous la direction du bibliste dominicain Ceslas Spicq, est publiée sous le titre de ‘Paul on preaching’. 
Son inclination le porte vers la théologie paulinienne, mais lors d’un passage à l’École biblique et archéologique française de Jérusalem il est remarqué par Pierre Benoit qui souhaite le recruter pour le travail archéologique. Il est le premier non-francophone à rejoindre - à son corps défendant - le groupe de chercheurs de l’École. 
Il est envoyé à l'Université de Heidelberg y étudier les manuscrits de Qumrân sous la direction de Karl Georg Kuhn. Et à l’université de Tübingen où il subit l’influence de Ernst Käsemann et découvre la théologie de Rudolf Bultmann et son interprétation existentialiste du Nouveau Testament et de saint Paul en particulier.
En 1967 il est de retour à l'École biblique de Jérusalem qui devient sa résidence principale, lorsqu’il n’est pas en voyage de par le monde, donnant conférences et cours d’Écriture Saintes.  Jérusalem et la Terre sainte deviennent le centre de sa vie et de son œuvre. Il y est nommé professeur de Nouveau Testament (en 1967) à l'École Biblique, haut lieu d’études et d’archéologie bibliques fondé en 1890 par les érudits dominicains français.
‘Oxford University Press’ l’invite à composer un guide archéologique pour la Terre sainte. Celui-ci est publié en 1980. Traduit en de nombreuses langues, révisé en 1986 et plusieurs fois réédité (de 1980 à 2008), cet opuscule pratique devient le livre-guide standard et connaît un grand succès. Il fait connaître Murphy-O’Connor dans un large public, au-delà du monde des biblistes et experts. Murphy-O'Connor donne des conférences dans le monde entier et participe à de nombreux programmes télévisés sur l’actualité des sciences bibliques. Plusieurs universités lui ont octroyé un doctorat honoris causa. 
Auteur de nombreux livres et articles d’études pauliniennes, certains académiques mais d’autres plus populaires et pastoraux, il est resté fidèle à son attirance originelle pour saint Paul, avec sa vie et son enseignement. Dans ‘Paul, a critical life’, publié en 1986, il résume et synthétise ce que ses 40 ans d’études sur le sujet lui ont apporté. 
Sa santé décline à partir de 2006. Jérôme Murphy-O’Connor meurt dans son sommeil le 11 novembre 2013, à Jérusalem.

## Œuvres
Jérôme Murphy-O'Connor est connu dans le grand public grâce à son : 
- Guide archéologique de la Terre Sainte, Paris, Denoël, 1982, 374 p.  Traduit et publié en de nombreuses langues. Souvent réédité.

Ses œuvres de théologie paulinienne :
- 1 Corinthians, Bible Reading Fellowship;  (ISBN 0-7459-3280-0) (0-7459-3280-0)
- Becoming Human Together: The Pastoral Anthropology of St. Paul, Veritas Publications;  (ISBN 0-89453-075-5) (0-89453-075-5)
- Colossians, Continuum International Publishing Group Ltd.;  (ISBN 0-7220-0558-X) (0-7220-0558-X)
- Jesus and Paul: Parallel Lives, St Paul Publications;  (ISBN 1-921032-35-9) (1-921032-35-9)
- Paul (avec Laurence Bright et Henry Wansbrough), Continuum International Publishing Group Ltd.;  (ISBN 0-7220-0671-3) (0-7220-0671-3)
- Paul: A Critical Life, Oxford University Press, Inc.;  (ISBN 0-19-826749-5) (0-19-826749-5)
- Paul and Qumran: Studies in New Testament Exegesis, Continuum International Publishing Group, Ltd;  (ISBN 0-225-27548-1) (0-225-27548-1)
- Paul and the Dead Sea Scrolls, James H. Charlesworth Crossroad Publishing Company;  (ISBN 0-8245-1000-3) (0-8245-1000-3)
- Paul: His Story, Oxford University Press;  (ISBN 0-19-928384-2) (0-19-928384-2)
- More editions of Paul: His Story: Paul II (avec Laurence Bright et Henry Wansbrough), Acta Pubns,  (ISBN 0-87946-010-5) (0-87946-010-5)
- Paul the Letter-Writer: His World, His Options, His Skills, Michael Glazier Books;  (ISBN 0-8146-5845-8) (0-8146-5845-8)
- St. Paul's Corinth: Texts and Archaeology, Liturgical Press;  (ISBN 0-8146-5303-0) (0-8146-5303-0)
- The Theology of the Second Letter to the Corinthians (avec James D. G. Dunn), Cambridge University Press;  (ISBN 0-521-35898-1) (0-521-35898-1)